# DIY生物学

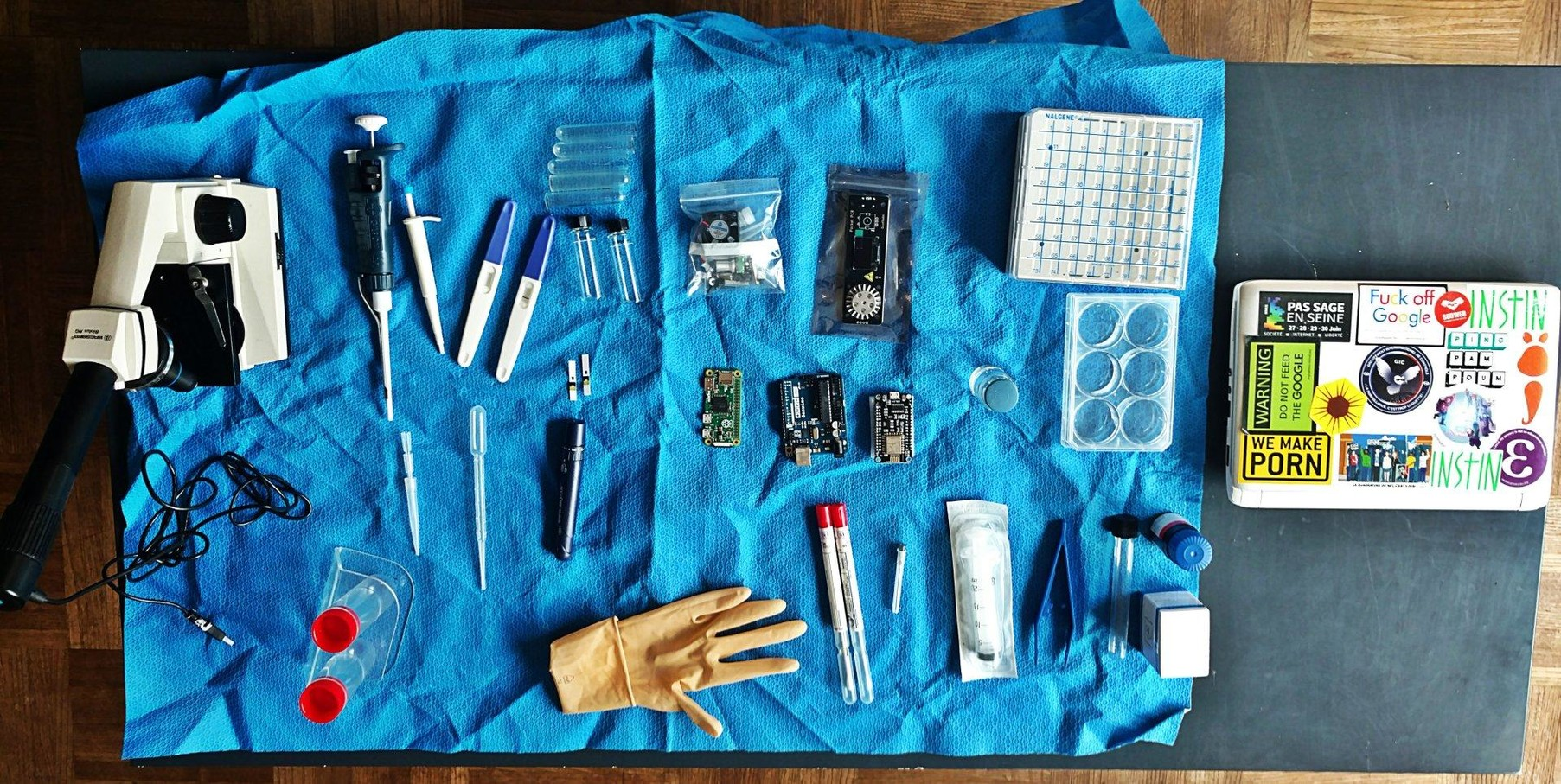
准备用于一场群众教育生物课的一副DIY生物学工具。摄于法国雷恩一所咖啡厅內，2020年

DIY生物学（英語：Do-it-yourself biology，简称DIYbiological或DIYbio）是一种涉及生物技术的社会运动。参与该运动的个人、社群和小型组织会尝试使用与传统研究机构相同的方法研究生物学和生命科学，但大部份参与者一般只接受有限的学术或企业研究培训，然后就对其他很少或根本没有接受过正式培训的参与者进行相关的指导和监督。参与DIY生物学的人可能有不同目的，包括业余爱好、社群学习、为开放科学创新作出非营利性努力，或者开展业务赚取利润等。
除了DIY生物学之外，生物黑客（英語：Biohacking）、湿件黑客或生物朋克（英語：Biopunk）等术语也常被用来形容本条目描述的运动。前两者一般用来強调这个运动与駭客文化和黑客道德有关；而后者则聚焦该运动的技术进步主义元素，以及其与政治、艺术等范畴的关联。

## 历史
有观点认为“DIY生物学”是生物骇客的一个附属领域，並指出“生物骇客”概念最早于1970年代初期出现；而一则在1988年刊登于《华盛顿邮报》、题为《在你的地下室扮演上帝》（英語：Playing God in your Basement）的文章，则被认为是首次公开对生物骇客作出详细讨论。两年后，《新科学人》杂志亦刊登了一则探讨业余人士进行基因工程的可行性以及相关监管问题的文章。
生物黑客技术早在2005年就通过简单的基本实验演示进入了旧金山程序员和创客社区。随着DIYbio实验成为SuperHappyDevHouse黑客的焦点，这种爱好获得了额外的动力。
2005年，罗布·卡尔森（Rob Carlson）在《连线》杂志上发表的一篇文章中写道：“车库生物学时代已经来临。想参与吗？花点时间在eBay上给自己买一个实验室。”同年，他建立了一个车库实验室，致力于他之前在加利福尼亚州伯克利分子科学研究所工作过的一个项目。
2008年，Jason Bobe和Mackenzie Cowell创立了DIYbio组织，并召开了第一次会议。
2010年，Genspace开设了第一个社区生物学实验室，十个月后，BioCurious和Victoria Makerspace紧随其后。许多其他实验室和组织也紧随其后，包括但不限于加利福尼亚州奥克兰的反文化实验室、马里兰州巴尔的摩的巴尔的摩地下科学空间、加利福尼亚州洛杉矶的TheLab和科罗拉多州丹佛市的丹佛生物实验室。
据估计，2014年全球已有50个DIY生物实验室。:119
2016年，第一届专门关注生物黑客的会议宣布将于9月在加利福尼亚州奥克兰举行。

## 方面
DIYbio 运动旨在改变这样一种观念，即一个人必须是一名拥有高级学位的学者才能为生物学界做出重大贡献。它允许大量小型组织和个人参与研发，传播知识比盈利更重要。近年来，有各种各样的DIY健康生活方式，其中许多还侧重于不同的简单方法来生物黑客思想、身体、新陈代谢然后睡觉。
DIY生物学的动机包括（但不限于）降低成本、娱乐、医学、生物黑客、延长寿命和教育。最近的工作结合了Arduino和RepRap 3D打印机等微控制器的开源硬件，开发出了非常低成本的科学仪器。

### 社区实验室空间
许多组织都维护着类似于湿实验室创客空间的实验室，为成员提供设备和用品。许多组织还开设课程并提供培训。会员可以支付一定费用（通常在50至100美元之间）加入一些空间并自行进行实验。

### 开源设备
DIY生物学运动试图为任何人（包括非专业人士）提供进行生物工程所需的工具和资源。爱尔兰生物黑客Cathal Garvey开发的首批开源实验室设备之一是Dremelfuge，它使用连接到德雷梅尔旋转工具的3D打印管支架来高速旋转管，取代了通常昂贵的离心机。PCR机等许多其他设备已被广泛重建。近年来，更复杂的设备被创建，例如由GaudiLabs开发的OpenDrop数字微流体平台和DIY NanoDrop。Opentrons生产开源软件、价格实惠的实验室机器人，并以Genspace的DIY生物学合作起步。Incuvers为细胞研究制造遥测室，价格实惠，并且可以完全定制其环境。开放细胞（OpenCell）是一家位于伦敦的生物技术实验室提供商，定期举办生物黑客马拉松，以帮助鼓励更多的开源开发。

### 宣传
大多数生物黑客的倡导都是关于实验的安全性、可访问性和未来的合法性。伍德罗·威尔逊中心的托德·奎肯提出，通过安全和自治，DIY生物学家将不需要监管。约西亚·蔡纳提出，安全性是生物黑客攻击所固有的，并且可访问性应该是最重要的问题，因为生物黑客攻击中社会和少数民族的代表性严重不足。

## 研究主题
许多生物黑客项目围绕生命改造、分子工程和基因工程展开。

### 生物信息学
生物信息学是DIY生物学研究的另一个热门目标。和其他领域一样，DIY生物学可以使用很多编程语言，但使用的大多数都是具有大型生物信息学库的语言。
示例包括BioPerl或BioPython，它们分别使用Perl和Python语言。

### 基因工程
基因工程师是生物黑客的一个亚文化，因为最容易实现的生物黑客形式之一是通过工程微生物或植物来实现的。实验范围可以从使用质粒到荧光细菌，利用光控制细菌中的基因表达，甚至使用CRISPR来改造细菌或酵母的基因组。

### 药品
医疗保健和药品的获取受限促使生物黑客开始在医学相关领域进行实验。开放胰岛素项目旨在通过创建表达和纯化的开源协议，使重组蛋白胰岛素更易于获取。其他涉及医学治疗的实验包括全身微生物组移植和为糖尿病患者创建开源人工胰腺，如OpenAPS、Loop和AndroidAPS。

### 植入物
磨床者是生物黑客的一个亚文化，他们专注于将技术或化学物质植入体内，以增强或改变身体的功能。
一些生物黑客现在可以利用在皮肤上振动的磁性植入物来感知自己所面朝的方向。

### 艺术
2000年，备受争议、自称“转基因艺术家”的爱德华多·卡茨借用了生物技术和遗传学研究人员的标准实验室工作，以利用和批判这些科学技术。在卡茨唯一一件据称是转基因艺术的作品中，艺术家声称自己与一家法国实验室（隶属于法国国家农业研究所）合作，获得了一只绿色荧光兔子：在兔子体内植入了一种水母（维多利亚多管水母）的绿色荧光蛋白基因，这样这只兔子在紫外线下就会发出绿色荧光。这件自称是“GFP兔子”的作品，Kac称之为Alba。Kac的这一说法遭到了实验室科学家的质疑，他们指出，他们之前已经在许多其他动物（猫、狗等）上进行了完全相同的实验（即插入水母GFP蛋白编码基因），并没有在Kac的指导下创造出Alba（研究人员只知道它是“兔子编号5256”）。因此，该实验室保留了其创造和资助的转基因兔子，并且“转基因艺术”从未按计划在阿维尼翁数字艺术节[2000]上展出。卡克声称他的兔子是第一只以艺术的名义创作的GFP兔子，他利用这场争议发起了“释放阿尔巴”运动，将这一问题宣传为变相审查问题。这位艺术家的网站上出现了一张经过修改的照片，照片中他手抱一只日光绿色的兔子。批判艺术团的成员围绕这一问题撰写了书籍并进行了多媒体表演干预，包括《肉体机器》（关注体外受精、身体监控和自由优生学）和《新夏娃崇拜》（为了分析如何用他们的话来说，“科学是生产知识的权威机构，并倾向于取代西方传统基督教的这一特定社会功能”）。

## 批评和担忧
生物黑客与合成生物学和基因工程一样，遭遇了许多同样的批评，此外，还存在与该工作分散性和非机构性有关的其他担忧，涉及缺乏专业人员或政府监督的潜在危害。由于担心生物黑客在无人监控的车库实验室中制造病原体，联邦调查局（FBI）于2009年开始派代表参加DIYbio会议一些成员因从事无害微生物研究而遭到逮捕和起诉，如艺术活动家史蒂夫·库尔茨。批评人士指责美国政府实施政治压制，他们认为美国政府利用9/11事件后的反恐权力，恐吓艺术家及其他利用艺术批判社会的人士。
现有的法规并不专门针对这一领域，因此生物黑客有意或无意地制造和释放致病生物的可能性已成为一个令人担忧的问题，例如，2005年武装部队病理研究所的研究人员重现了1917年流感病毒的精神。在美国，联邦调查局大规模杀伤性武器局与美国科学促进会国家生物安全科学顾问委员会合作，召开了一系列会议讨论生物安全问题，其中包括业余生物学家的讨论以及如何管理生物安全对社会造成的风险。:8.16在美国国立卫生研究院，国家生物安全科学顾问委员会牵头开展对公众进行“值得关注的双重用途研究”教育的活动，例如通过“科学安全保障”等网站。2011年，DIYbio组织了会议，试图为生物黑客制定道德准则。
虽然反对者认为DIY生物学家需要某种形式的监督，但支持者认为统一的监督是不可能的，防止事故或恶意行为的最好方法是鼓励一种透明的文化，本质上，DIY生物学家会受到其他生物黑客的同行评审。DIYbio认为，人们应该通过加强研究和教育来应对对潜在危害的担忧，而不是关闭分布式生物技术对人类健康、环境和世界各地生活水平产生的深远积极影响的大门。由于缺乏此类商业模式的先例，DIYbio创始人将此视为在监管和安全政策方面进行创新的机会。

## 团体和组织
- 巴尔的摩地下科学空间（英语：Baltimore Underground Science Space）（BUGSS），位于马里兰州巴尔的摩
- BioCurious，位于加利福尼亚州森尼韦尔
- 波士顿开源科学实验室（英语：Boston Open Source Science Laboratory）（BOSLab），位于马萨诸塞州剑桥
- Omni Commons，位于加利福尼亚州奥克兰
- 四贼醋合作社（英语：Four Thieves Vinegar Collective），一个无政府主义生物黑客组织，由迈克尔·劳弗（Michael Laufer）于2015年创立
- Genspace，位于纽约布鲁克林
- 开放胰岛素项目（英语：Open Insulin Project），一项国际合作项目
- Victoria Makerspace，位于维多利亚
- DIY生物（DIYbio），一个在线网络

## 参看
- 业余化学
- 开放科学
- 身体骇客